# Erythroxylum haughtii
Erythroxylum haughtii är en tvåhjärtbladig växtart som beskrevs av Gentner. Erythroxylum haughtii ingår i släktet Erythroxylum och familjen Erythroxylaceae. Inga underarter finns listade i Catalogue of Life.